# Playdate
Playdate (nombre código Asheville) es una  consola de videojuegos portátil desarrollada por Panic Inc..  Se introdujo por primera vez el 22 de mayo de 2019 en la portada de la revista Edge. Fue diseñado en colaboración con Teenage Engineering, una compañía sueca de electrónica de consumo.
El dispositivo cuenta con una pantalla de 1 bit en blanco y negro, una cruceta, dos botones de juego y un potenciómetro con forma de  manivela en la parte lateral.

## Especificaciones técnicas
El dispositivo será un sistema abierto y permitirá la descarga de juegos que no forman parte de una temporada.  Los videojuegos son creados utilizando un SDK que incluye un simulador y un depurador y que es compatible con los lenguajes de programación C y Lua.
La tecnología de pantalla utilizada es Memory LCD de Sharp, que posee algunas propiedades de las pantallas de papel electrónico.  Esta tecnología permitirá que cada píxel puede recordar su estado (negro / blanco) sin necesidad de refrescarse, lo que se traduce en una actualización más rápida y un menor consumo de energía, mientras que también se puede ver en cualquier tipo de luz, desde la oscuridad del borde de la visión hasta la luz solar más brillante, con un ángulo de visión amplio de 170°.

## Videojuegos
Los videojuegos para la consola se lanzarán en "temporadas" de 12 juegos. El contenido de cada videojuego se mantendrá en secreto hasta la semana de lanzamiento y se descargará automáticamente. La primera temporada de juegos está incluida en el precio de la consola.  Los videojuegos son producidos por Panic, así como por algunos desarrolladores de videojuegos independientes.  Los títulos de videojuegos futuros incluyen Crankin's Time Travel Adventure, b360, Zipper, Executive Golf DX, Snak y Sasquatchers.

### temporada 1 (Abril–Julio de 2022)
| numero | nombre                          | desarrollo                                                                                       | Ref.                 |
| ------ | ------------------------------- | ------------------------------------------------------------------------------------------------ | -------------------- |
| 1      | Whitewater Wipeout              | Chuhai Labs                                                                                      | [ 10 ] [ 11 ]        |
| 2      | Casual Birder                   | Diego Garcia                                                                                     | [ 11 ]               |
| 3      | Crankin's Time Travel Adventure | uvula (Keita Takahashi, Ryan Mohler), Matthew Grimm, Shaun Inman                                 | [ 12 ] [ 13 ] [ 11 ] |
| 4      | Boogie Loops                    | May-Li Khoe, Andy Matuschak                                                                      | [ 11 ]               |
| 5      | Lost Your Marbles               | Sweet Baby Inc.                                                                                  | [ 10 ] [ 11 ]        |
| 6      | Pick Pack Pup                   | Nic Magnier, Arthur Hamer                                                                        | [ 11 ]               |
| 7      | Flipper Lifter                  | Serenity Forge                                                                                   | [ 11 ]               |
| 8      | Echoic Memory                   | Samantha Kalman, Everest Pipkin, Carol Mertz, Rachelle Viola                                     | [ 11 ]               |
| 9      | Omaze                           | Gregory Kogos                                                                                    | [ 11 ]               |
| 10     | DemonQuest 85                   | Alex Ashby, Lawrence Bishop, Duncan Fyfe, Belinda Leung, Jared Emerson-Johnson                   | [ 11 ]               |
| 11     | Zipper                          | Bennett Foddy                                                                                    | [ 12 ] [ 13 ] [ 11 ] |
| 12     | Hyper Meteor                    | Vertex Pop (Mobeen Fikree, Robby Duguay, h heron)                                                | [ 11 ]               |
| 13     | Questy Chess                    | Dadako                                                                                           | [ 11 ]               |
| 14     | Executive Golf DX               | davemakes                                                                                        | [ 13 ] [ 14 ] [ 11 ] |
| 15     | Saturday Edition                | Chris Makris, A Shell in the Pit (Gord McGladdery, Alfonso Salinas)                              | [ 11 ]               |
| 16     | Star Sled                       | Panic                                                                                            | [ 15 ]               |
| 17     | Spellcorked!                    | Jada Gibbs, Nick Splendorr, Ryan Splendorr, Tony Ghostbrite, A Shell in the Pit (Em Halberstadt) | [ 11 ]               |
| 18     | Inventory Hero                  | Panic                                                                                            | [ 15 ]               |
| 19     | Snak                            | Zach Gage                                                                                        | [ 12 ] [ 11 ]        |
| 20     | Sasquatchers                    | Chuck Jordan, Jared Emerson-Johnson                                                              | [ 12 ] [ 11 ]        |
| 21     | Forrest Byrnes: Up in Smoke     | Nels Anderson, Christina "castpixel" Neofotistou                                                 | [ 11 ]               |
| 22     | Battleship Godios               | TPM.CO Soft Works                                                                                | [ 11 ]               |
| 23     | b360                            | Panic                                                                                            | [ 13 ] [ 11 ]        |
| 24     | Ratcheteer                      | Shaun Inman, Matthew Grimm, Charlie Davis                                                        | [ 11 ]               |

### Temporada 2 (mayo -julio de 2025)
La segunda temporada está programada para su lanzamiento el 29 de mayo de 2025, con pedidos anticipados disponibles el 17 de abril por US $ 39. Habrá un total de 12 juegos entregados en lotes de dos por semana.

## Reception

### Pre-release
El 22 de mayo de 2019, Panic anunció Playdate. Las primeras impresiones se centraron en lo inusual del dispositivo, desde la manivela, su pantalla de 1 bit y su peculiar método para mostrar los juegos a los jugadores. Sobre la manivela,  TechCrunch señaló: «Sin embargo, no es necesaria para todos los juegos, así que no se preocupen si les parece demasiado rara».
Un año antes del anuncio de Playdate, el cofundador de Panic, Cabel Sasser, envió un correo electrónico a un evento de videojuegos independientes, también llamado Playdate, sugiriendo que los organizadores consideraran modificar o cambiar su nombre para evitar futuras confusiones. Al día siguiente, Sasser se retractó de la solicitud, declarando: «Mi intención siempre fue encontrar una manera de que nuestros Playdates coexistieran [...] pero nos parece bien que uses el nombre Playdate». El 29 de enero de 2020, el equipo detrás del evento (ahora llamado «Playdate Pop Up») anunció que Panic se uniría al evento como patrocinador y ayudaría al evento a solicitar el estatus de organización sin fines de lucro; sin embargo, el LA Zinefest se canceló debido a la pandemia de COVID-19.

### lanzamiento
Playdate estaba previsto inicialmente para principios de 2020, pero las reservas se retrasaron hasta el 29 de julio de 2021.Panic vendió su pedido inicial de 20 000 unidades, que se enviarían en 2021, en los primeros 20 minutos tras su reserva. Los envíos de Playdate comenzaron el 18 de abril de 2022.
Playdate tuvo una buena acogida en general tras su lanzamiento, aunque recibió críticas especialmente por la falta de retroiluminación y los largos plazos de envío. The Verge  elogió su catálogo inicial de juegos, afirmando: «Lo que ofrece el lote inicial de juegos es genial» e «incluso en este panorama tan saturado, Playdate ofrece algo completamente único». La reseña de IGN declaró: «La falta de retroiluminación de la pantalla puede ser una limitación frustrante. Pero ¿saben qué? Playdate me cautivó y ahora estoy completamente fascinado». Input Mag escribió: «Parece que Panic aprovechó cada oportunidad que encontró para hacer algo especial».
El 18 de abril de 2023, Panic confirmó a The Verge que Playdate ha vendido más de 53 000 unidades hasta la fecha, de las cuales 27 000 se han enviado. Panic esperaba completar sus 26 000 pedidos anticipados para finales de 2023.
El 1 de mayo de 2023, Panic anunció a través de Twitter que se habían reservado 53 368 Playdates hasta la fecha y que se habían descargado 20 000 juegos del catálogo de su tienda.
El 13 de febrero de 2024, Panic tuiteó que se habían vendido más de 70 000 Playdates.